# Adriano Celentano
Adriano Celentano (n. 6 ianuarie 1938, Milano, Regatul Italiei) este un cantautor, muzician, actor și moderator TV italian. El are cele mai mari vânzări dintre toți cântăreții italieni de sex masculin.

## Viața
Adriano s-a născut la Milano pe 6 ianuarie 1938, pe strada Gluck nr 14. Părinții săi erau din Foggia, dar s-au mutat în nord pentru a lucra. Adriano și-a petrecut copilăria și adolescența la Milano, mutându-se cu familia în 1951 pe strada Correnti. N-a terminat școala generală, ci a avut diferite ocupații, ultima fiind cea de ceasornicar. În aceeași perioadă a început să se intereseze de muzică, în special de rock 'n' roll pe care, la fel ca mulți alți tineri italieni, a început să o cunoască în 1955, odată cu ajungerea în Italia a filmului Blackboard Jungle (în italianăCuloarea (sâmburele) violenței): pe coloana sonoră e un cântec intitulat "Rock Around the Clock", interpretat de un cântăreț pe atunci necunoscut încă în Italia, Bill Haley, acompaniat de formația sa "The Comets" și Celentano (ca și alti tineri) a rămas impresionat, hotărând să devină cântăreț de rock'n'roll.
A fost influențat puternic de idolul său Elvis Presley, de revoluția rockului din anii 1950 și de actorul american Jerry Lewis. În Italia a vândut milioane de discuri și a aparut în numeroase show-uri TV și filme. În ceea ce privește filmele, a fost de asemenea un creator al genului comic, cu mersul său caracteristic și expresiile sale faciale. În general, filmele lui au avut succes la public; în anii 1970 și parțial în anii 1980, era regele încasărilor în Italia, în filmele cu buget redus. Ca actor, cel mai mare succes a fost "Serafino" (1968), regizat de Pietro Germi.
Ca regizor de film, le-a distribuit în special pe Ornella Muti, Eleonora Giorgi și pe soția sa, Claudia Mori. El și Claudia au trei copii: Rosita Celentano, Rosalinda Celentano (cunoscută audienței mondiale pentru rolul său de Satan în filmul lui Mel Gibson, "The Passion of the Christ") și Giacomo Celentano. Acesta din urmă este de asemenea gazda mai multor show-uri TV italiene.
A scos 40 de albume: 29 albume de studio, 3 albume live și 8 compilații. Cel mai cunoscut cântec al sau este "Azzurro", cu versuri de Paolo Conte, lansat în 1968 și copiat de multi muzicieni de atunci.
Adriano Celentano este vegetarian din 2005 și apără drepturile animalelor.
Este fan al fotbalului și susține echipa Inter Milano.
Până în prezent, cântărețul a vândut 70 de milioane de albume.

## Discografie
- La festa (1965)
- Il ragazzo della via Gluck (1966)
- Una carezza in un pugno (1968)
- Adriano Rock (1969)
- Il forestiero (1970)
- Er più (1971)
- I mali del secolo (1972)
- Prisencolinensinainciusol (1973)
- Yuppi du (1974)
- Svalutation (1976)
- Tecadisk (1976)
- Geppo il folle (1978)
- Ti avrò (1978)
- Soli (1979)
- Me live! (1979)
- Un po' artista un po' no (1980)
- Deus (1981)
- Atmosfera (1983)
- I miei americani (1984)
- Joan Lui (1985)
- I miei americani 2 (1986)
- La pubblica ottusità (1987)
- Il re degli ignoranti (1991)
- Super Best (1992)
- Quel punto (1994)
- Arrivano gli uomini (1996)
- Alla corte del remix (1997)
- Mina Celentano (1998)
- Io non so parlar d'amore (1999)
- Esco di rado e parlo ancora meno (2000)
- Il cuore, la voce (2001)
- Per sempre (2002)
- Le volte che Celentano è stato 1 (2003)
- C'è sempre un motivo (2004)
- L'indiano (single) (2005)
- La tigre e il molleggiato (2006)
- Dormi amore - La situazione non è buona (2007)
- L'animale (2008)

## Filmografie selectivă
- 1960 La dolce vita , regia Federico Fellini
- 1963 Il monaco di Monza , regia Sergio Corbucci
- 1965 Super rapina a Milano , regia Adriano Celentano
- 1968 Serafino, regia Pietro Germi
- 1971 Er Più – storia d'amore e di coltello, regia Sergio Corbucci
- 1972 Bianco rosso e..., regia Alberto Lattuada
- 1973 Emigrantul (L'emigrante), regia Pasquale Festa Campanile
- 1973 Rugantino
- 1973 The Five Days aka (Le Cinque Giornate), regia Dario Argento
- 1974 Yuppi du, regia Adriano Celentano
- 1975 Di che segno sei?, regia Sergio Corbucci
- 1976 Culastrisce nobile veneziano, regia Flavio Mogherini
- 1976 Bluff – storia di truffe e di imbroglioni, regia Sergio Corbucci
- 1977 Ecco noi per esempio, regia Sergio Corbucci
- 1977 L'altra metà del cielo, regia Franco Rossi
- 1978 Geppo il folle, regia Adriano Celentano
- 1978 Zio Adolfo in arte Führer, regia Castellano și Pipolo
- 1979 Mani di velluto, regia Castellano și Pipolo
- 1980 La locandiera, regia Paolo Cavara
- 1980 Qua la mano, regia Pasquale Festa Campanile
- 1980 Sabato, domenica e venerdì, regia Castellano e Pipolo
- 1980 Il bisbetico domato, regia Castellano e Pipolo
- 1981 Innamorato pazzo, regia Castellano e Pipolo
- 1981 Asso, regia Castellano e Pipolo
- 1982 Bingo Bongo, regia Pasquale Festa Campanile
- 1982 Grand Hotel Excelsior, regia Castellano e Pipolo
- 1983 Segni particolari: bellissimo, regia Castellano e Pipolo
- 1983 Sing Sing, regia Sergio Corbucci
- 1984 Lui è peggio di me, regia Enrico Oldoini
- 1985 Joan Lui, regia Adriano Celentano
- 1986 Il burbero, regia Castellano e Pipolo
- 1992 Jackpot, regia Mario Orfini